# Lincoln Chafee
Lincoln Chafee, né le 26 mars 1953 à Providence (Rhode Island), est un homme politique américain.
Maire de Warwick de 1993 à 1999, il succède à cette date à son père John Chafee en tant que sénateur des États-Unis pour Rhode Island, à la suite de la mort de ce dernier et sa nomination par le gouverneur Lincoln Almond. Élu pour un mandat complet lors des élections de 2000, il est défait six ans plus tard par Sheldon Whitehouse. Il est gouverneur de Rhode Island de 2011 à 2015, avant de déménager au Wyoming en 2018.
Membre du Parti républicain puis indépendant à partir de 2007, il adhère au Parti démocrate en 2013 afin de se présenter aux primaires présidentielles de 2016, mais retire rapidement sa candidature. En 2019, il rejoint le Parti libertarien.

## Biographie

### Jeunesse et études
Lincoln Chafee, né à Providence, est diplômé en lettres classiques de l'université Brown.

### Positionnement politique
Membre du Parti républicain jusqu'en 2007, Lincoln Chafee est un « libéral » (au sens américain) de la côte est. Partisan du financement fédéral des recherches sur les cellules souches, il soutient le droit à l'avortement et le mariage homosexuel et fustige la guerre d'Irak menée par le président George W. Bush (un républicain comme lui). Abolitionniste convaincu, il est hostile à la peine de mort. À plusieurs reprises, les observateurs ont pensé que Chafee, mal à l'aise par la dérive droitière de son parti, rejoindrait les démocrates, si ceux-ci gagnaient le Sénat ou alors siègerait comme indépendant. Ces spéculations ont longtemps couru à mesure que les dissensions de Chafee avec les leaders du Parti républicain se sont faites de plus en plus nombreuses. Ses détracteurs conservateurs le qualifient de Republican In Name Only, c’est-à-dire d'être un démocrate n'ayant de républicain que l'affiliation. 
En août 2004, il critique publiquement la plateforme électorale du Parti républicain adoptée pour la réélection de George W. Bush et en dénonce la droitisation.

### Sénateur républicain de Rhode Island
Après plusieurs années en tant que conseiller municipal, il est élu en 1992 maire de la ville de Warwick. À la mort de son père, le sénateur John Chafee, en octobre 1999, il reprend son siège et lui succède au Sénat à la suite de sa nomination par le gouverneur Lincoln Almond. En 2000, il est élu pour un mandat de six ans, ayant déjà déclaré sa candidature avant le décès de son père, qui annonce ne pas se représenter début 1999.
En novembre 2004, lors des élections présidentielles, Chafee n'hésite pas à reconnaître publiquement avoir voté pour le président George H. W. Bush, non candidat, au lieu de son fils, le président George W. Bush dont il décrie l'administration comme une émanation de l'ultra-droite du parti.
En avril 2005, au sein de la commission du Sénat chargée de confirmer la nomination de l'ambassadeur américain aux Nations unies, Lincoln Chafee se distingue avec d'autres élus libéraux du parti en s'opposant publiquement au choix de John R. Bolton, effectué par George W. Bush. 
Le 31 janvier 2006, il est le seul républicain à voter contre la nomination de Samuel Alito à la Cour suprême des États-Unis.
Il est candidat à un nouveau mandat lors des élections sénatoriales de 2006. Du fait de ses positions progressistes et de son opposition affirmée à plusieurs reprises contre la politique de George W. Bush, il doit affronter Steve Laffey (en), maire conservateur de Cranston, lors de la primaire républicaine. Perçu comme le seul républicain capable de remporter l'élection générale dans le Rhode Island, il bénéficie d'un large soutien financier de la part de la direction nationale de son parti, et remporte la primaire du 12 septembre avec 54 % des voix. Il ne remporte toutefois quee 47 % des suffrages lors dee l'élection générale de novembre, et est battu par le candidat démocrate Sheldon Whitehouse (53 %).

### Indépendant, démocrate puis libertarien

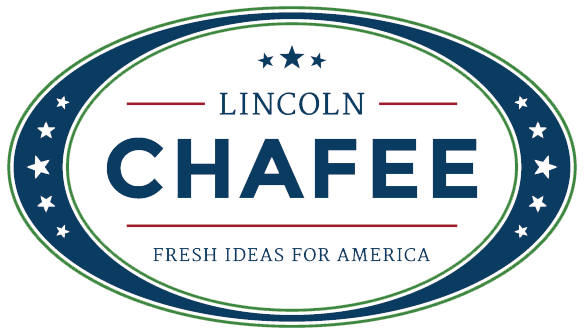
Logo utilisé par Chafee lors des primaires présidentielles démocrates de 2016.

Durant l'été de 2007, Chafee annonce sa démission du Parti républicain, se déclarant dorénavant comme indépendant.
En février 2008, quelques semaines avant la primaire démocrate dans le Rhode Island en vue de l'élection présidentielle de novembre, il apporte son soutien à Barack Obama, alors opposé à Hillary Clinton. Il réitère son soutien à Obama, alors investi candidat du Parti démocrate, lors de l'été, estimant que son adversaire républicain John McCain ne ferait que poursuivre la politique étrangère du président George W. Bush.
En janvier 2010, il se déclare candidat comme indépendant à l'élection de novembre 2010 pour le poste de gouverneur du Rhode Island, briguant la succession du républicain Donald Carcieri. Alors qu'il affronte un adversaire démocrate et un adversaire républicain lors de l'élection, il revendique sa proximité idéologique avec le président démocrate Barack Obama dans les derniers jours de la campagne. Le 2 novembre, il remporte l'élection générale avec 36,10 % des voix, devançant le républicain John Robitaille (33,57 %) et le démocrate Frank Caprio (23,05 %) des voix, et entre en fonction le 4 janvier 2011.
Deux ans plus tard, il rejoint le Parti démocrate. En septembre 2013, distancé dans les sondages et les levées de fonds par deux autres démocrates (la trésorière de l'État Gina Raimondo et le maire de Providence Angel Taveras), Chafee choisit de ne pas se présenter à un second mandat. L'élection de novembre 2014 voit la victoire de Gina Raimondo, qui succède à Chafee le 6 janvier 2015.
Le mercredi 3 juin 2015, il annonce son intention de se présenter aux primaires démocrates pour l'élection présidentielle américaine de 2016. Il axe sa campagne sur le désengagement des États-Unis des conflits internationaux et présente l'éducation, les infrastructures et la santé comme ses priorités. Il propose également d'adopter le système métrique « pour que le pays s'internationalise, et sorte de son approche unilatérale et musclée avec le reste du monde ». Le 23 octobre, dix jours après le premier débat télévisé, il se retire de la campagne.
En avril 2018, il déclare envisager de se présenter pour son ancien siège au Sénat, renouvelé lors des élections de novembre, en se présentant à la primaire démocrate contre le sortant Sheldon Whitehouse, qui l'avait battu en 2006. Il annonce finalement en mai qu'il ne sera pas candidat, et ne briguera pas non plus son ancien poste de gouverneur.
En 2019, Chafee s'installe dans le Wyoming et rejoint le Parti libertarien. L'année suivante, il se présente aux primaires libertariennes en vue de l'élection présidentielle américaine de 2020. Il met toutefois fin à sa campagne en avril 2020.
Il apporte son soutien à la candidature de Robert Francis Kennedy Jr. à l'élection présidentielle de 2024, d'abord dans le cadre des primaires démocrates, puis dans celui de sa candidature indépendante.